# Vikas Swarup
Vikas Swarup (født 1963 i Allahabad) er en indisk diplomat og forfatter, som i 2005 skrev bestsælgeren Q and A (= Questions and Answers, dansk titel: Drengen der havde svar på alt), en roman om en fattig indisk tjener som bliver arresteret efter at have vundet en milliard rupee i et quizshow. Bogen, som er oversat til 30 sprog, blev filmatiseret i Slumdog Millionaire, som blev tildelt otte Oscarstatuetter i 2009.